# Hans-Joachim Seeler
Hans-Joachim Siegfried „Jochen” Seeler (ur. 9 sierpnia 1930 w Lauenburg/Elbe, zm. 22 września 2015 w Hamburgu) – niemiecki polityk, prawnik i samorządowiec, poseł do Parlamentu Europejskiego I i II kadencji.

## Życiorys
Był synem pastora, w 1933 przeniósł się do Hamburga wraz z rodziną. Studiował prawo na uniwersytetach w Kolonii i Hamburgu. W 1956 obronił doktorat, został badaczem w centrum prawa międzynarodowego na Uniwersytecie Hamburskim. Do 1960 orzekał jako sędzia w sądzie rejonowym, zaś od 1960 do 1967 należał do wysokiego konsystorza Kościoła Ewangelickiego w Hamburgu. Pracował również jako urzędnik. Opublikował liczne prace naukowe poświęcone m.in. narodowości i prawu do strajku, a także książki dotyczące Unii Europejskiej. Działał w Unii Europejskich Federalistów jako szef w Hamburgu i członek władz krajowych. Kierował Towarzystwem Uniwersytetu Hamburskiego i fundacją Europa-Kolleg Hamburg, należał też do federalnej rady naukowej.
Zaangażował się w działalność polityczną w ramach Socjaldemokratycznej Partii Niemiec. Został szefem jego struktur w okręgu Hamburg-Bramfeld-Süd, należał do władz ugrupowania w landzie. W 1966 został po raz pierwszy wybrany do lokalnego parlamentu (Hamburgische Bürgerschaft), gdzie zasiadał do 1979. W latach 1967–1978 pozostawał senatorem (ministrem w lokalnym rządzie Hamburga), odpowiadając za zdrowie, finanse, podatki i sprawiedliwość.
W 1979 i 1984 uzyskiwał mandat deputowanego do Parlamentu Europejskiego. Przystąpił do grupy socjalistycznej. Został przewodniczącym delegacji ds. stosunków z państwami Europy Wschodniej – Grupy I (1987–1989) i wiceprzewodniczącym Komisji ds. Instytucjonalnych (1984–1987) oraz Komisji ds. Stosunków Gospodarczych z Zagranicą (1987–1989); należał również m.in. do Komisji ds. Kwestii Politycznych oraz Komisji ds. Gospodarczych i Walutowych oraz Polityki Przemysłowej. W 1997 wszedł w skład rady starszych Hamburger Hauptkirchen.

## Życie prywatne
Żonaty z Ingrid, miał czworo dzieci. Jego kuzynem był piłkarz Uwe Seeler.